# Klassisk Kalvik
Klassisk Kalvik är ett musikalbum med Finn Kalvik. Albumet innehåller nyinspelningar av tidigare utgivna låtar av Kalvik, ackompanjerad av Prag Filharmoniska Orkester och utgavs 2002 av skivbolagen DaWorks/Virgin/EMI (i Norge) och Lionheart Records (i Sverige).

## Låtlista
1. "Natt og dag" – 3:46
2. "Bokseren" ("The Boxer" – Paul Simon/Finn Kalvik) 4:26
3. "Ride Ranke" ("Cat's in the Cradle" – Harry Chapin/Finn Kalvik) – 3:43
4. "En tur rundt i byen" ("Streets of London" – Ralph McTell/Finn Kalvik) – 5:02
5. "To tunger" (Inger Hagerup/Finn Kalvik) – 2:29
6. "Kom ut kom fram" – 3:35
7. "På flukt" – 4:01
8. "Elva" ("The River" – John Martyn/Finn Kalvik) – 2:37
9. "Mang en søvnløs natt" – 2:25
10. "Aldri i livet" – 3:30
11. "Sangen til deg" ("Your Song" – Bernie Taupin/Elton John/Finn Kalvik) – 3:23
12. "Livets lyse side" – 3:38
13. "Ved peisen" (J.R.R. Tolkien/Finn Kalvik) – 3:45
14. "Finne meg sjæl" – 2:31
15. "Lilla vackra Anna" (Bengt Henrik Alstermark/Alf Prøysen) – 3:23
16. "Fredløs" ("The Highwayman" – Finn Kalvik/Jimmy Webb) – 4:11

- Samtliga låtar skrivna av Finn Kalvik där inget annat anges.

## Meverkande
Musiker
- Finn Kalvik – sång, gitarr
- Prag Filharmoniska Orkester – div. instrument
- Vojtech Spurny – dirigent
- Stein Berge Svendsen, Herman Christoffersen – keyboard
- Rolf Kristensen – akustisk gitarr, elektrisk gitar
- Eirik Are Oanæs Andersen – kontrabas
- Gunnar Augland – trummor, percussion
- Karl Oluf Wennerberg – trummor
- Jorun Erdal – sång, körsång
- CajsaStina Åkerström – sång (på "To tunger" och "Lilla vackra Anna")
- Arild Andersen – kontrabas (på "Elva")
- Øystein Sunde - gitarr (på "Mang en søvnløs natt")
- Lillebjørn Nilsen – gitarr, munspel (på "Mang en søvnløs natt")

Produktion
- Stein Berge Svendsen – musikproducent
- Gaute Storaas, Sindre Hotvedt – orkestrering